# Piotr Mshvenieradze
Piotr Yákovlevich Mshvenieradze (en ruso: Пётр Яковлевич Мшвениерадзе; en georgiano: პეტრე მშვენიერაძე; Tiflis, Georgia, 24 de marzo de 1929 – Moscú, 3 de junio de 2003) fue un jugador de waterpolo de la Unión Soviética.

## Biografía
Jugó en el Dinamo de Moscú de 1948 a 1963 y fue el capitán de la selección de waterpolo de la URSS desde 1951 a 1962. Participó en tres Olimpiadas, ganando la medalla de bronce en Melbourne 56 y la plata en Roma 1960.
Su hijo, Gueorgui Mshvenieradze, también fue un gran jugador de waterpolo de la URSS.

## Títulos
Como jugador de la selección de la Unión Soviética:
- Medalla de Bronce en los Juegos olímpicos de Melbourne 1956.
- Medalla de Plata en los Juegos olímpicos de Roma 1960.

## Participaciones en Copas del Mundo
- Juegos olímpicos de Helsinki 1952
- Juegos olímpicos de Melbourne 1956
- Juegos olímpicos de Roma 1960